# Mike van de Goor
Mike Willem Frank van de Goor (Oss, 14 de maio de 1973) é um ex-jogador de voleibol neerlandês que representou a sua seleção nacional em três edições de Jogos Olímpicos.
Em sua estreia olímpica, ganhou a medalha de ouro ao derrotar a Itália por 3 sets a 2 na final das Olimpíadas de 1996. Quatro anos depois, van de Goor acabou em quinto lugar nos Jogos Olímpicos de 2000, em Sydney. Sua última aparição olímpica foi em Atenas 2004, onde os Países Baixos não terminaram além do nono lugar.
Seu irmão mais velho, Bas, também integrou a seleção nacional de voleibol nas Olimpíadas de 1996 e 2000.